# Annone di Verona
Annone (Verona, VIII secolo – 780 circa) è stato un vescovo italiano, vescovo di Verona dal 750/751 al 780 circa. È venerato come santo dalla Chiesa cattolica.

## Biografia
Proveniente da nobile famiglia, nacque sicuramente a Verona nel primo quarto dell'VIII secolo. Dopo essere stato ordinato sacerdote ed essere diventato canonico della cattedrale veronese, verso la fine del 750 o inizio del 751 divenne vescovo di Verona.
Nel 757 consacrò la chiesa delle sante Teuteria e Tosca e fece porre i corpi delle due sante in un'urna.
Sempre sotto il suo episcopato furono recuperate le spoglie dei santi Fermo e Rustico; la traslazione da Trieste dei due santi ebbe luogo dopo il pagamento di un riscatto; i corpi, accolti con grande solennità, furono collocati nella Chiesa di San Fermo Maggiore. Lo stesso vescovo Annone pose un prezioso velo di seta con figure ricamate di vescovi veronesi e dei due santi; attualmente oggi si conservano alcune bende, denominate "Veli di Classe", nel Museo nazionale di Ravenna. Per la data della traslazione sono state avanzate due distinte ipotesi:
- 23 marzo 765, in base a quanto scritto sulla cassa di piombo contenente i due corpi;
- 22 maggio 755, in base ad un'iscrizione dipinta su due tavole e posta nella cripta della chiesa di San Fermo.

La vicenda è narrata in due documenti contemporanei: la Translatio ss. Firmi et Rustici, risalente alla seconda metà dell'VIII secolo, e il Ritmo pipiniano, redatto fra l'VIII e il IX secolo.
Secondo le Vitae episcoporum Veronensium del Libardi nel 774, dopo la sconfitta e la fine del regno longobardo, Annone ricevette a Verona il re franco Carlo Magno.